# 大慶直胤

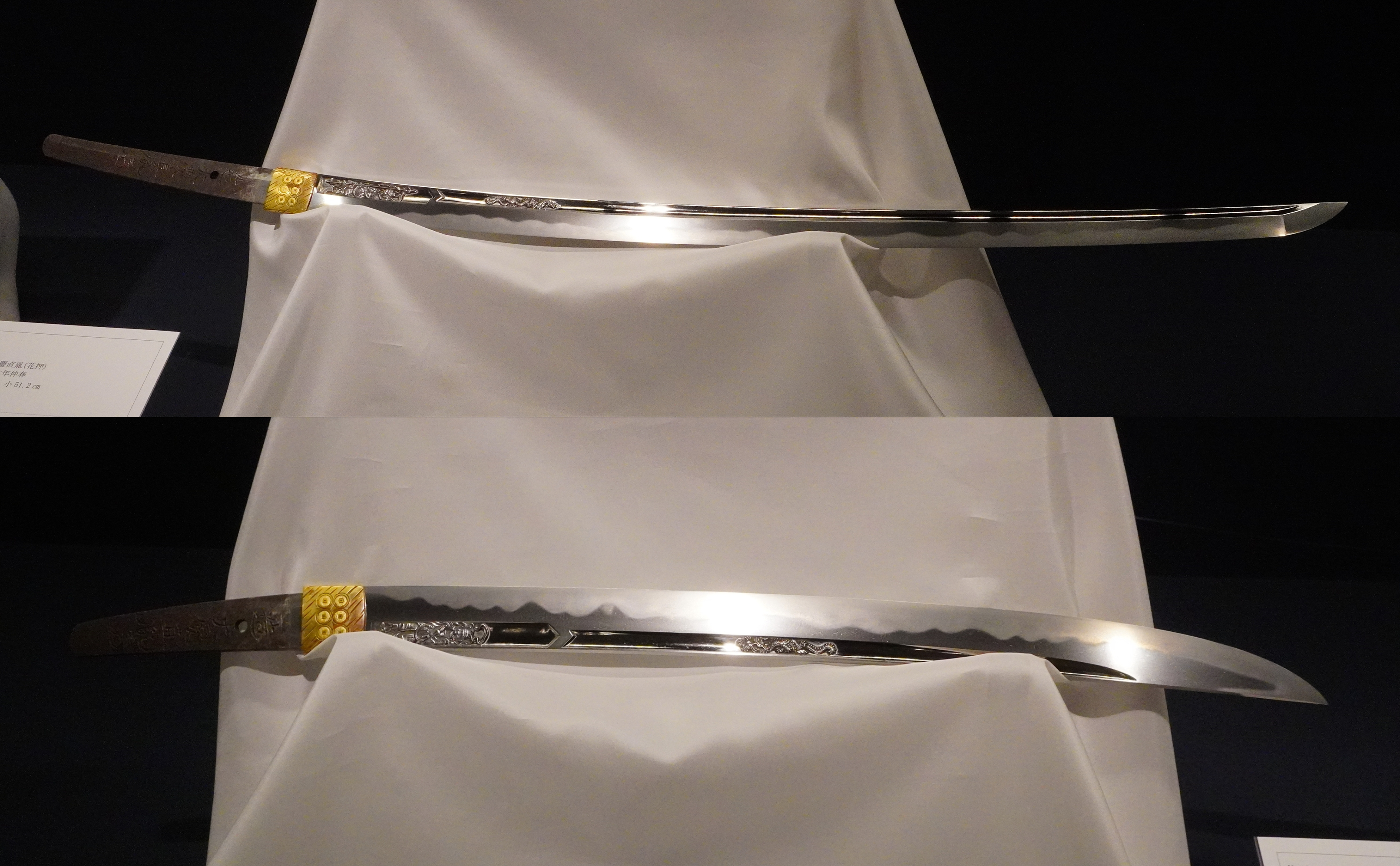
大小 銘 造大慶直胤（花押）天保七年仲春、重要刀剣、松代藩真田家伝来、個人蔵

大慶 直胤（たいけい なおたね、安永8年〈1779年〉- 安政4年5月27日〈1857年6月18日〉）は、日本の刀工。江戸時代後期に活動した刀工であり、師匠にあたる水心子正秀や源清麿と共に新々刀期の「江戸三作」の一つに数えられる。

## 来歴
出羽国出身。父は出羽国の刀鍛冶であり「安光作」「出羽国住安光」などと切る。作風は備前伝に似るため備州長船安光の末葉ともいわれるが、長船安光自体室町時代、永禄頃までの代で途切れており、後代が出羽国に移り住んだとの記録もない為真相は定かではない。実はそうではなく、直胤の父は鎌鍛冶であった。直胤は俗名を庄司（荘司）箕兵衛といい、安光の次男として最初父のもとで鍛錬技術を学び、20代半ばで江戸に出て正秀の門弟となり初銘を「次郎安光」を名乗った。しかし、その技量が余りにも類まれであったため正秀の門弟となって間もなく「直胤」と改し号を「大慶」とした、その為初期銘の作は非常に少ないが、師正秀に習って濤瀾乱刃を手掛け、その後、備前伝に挑戦。さらには相州伝も修め、名工として名をはせた。1857年（安政4年）5月27日没、79歳。「江戸三作」と呼ばれるほど高名な刀工であるが、1853年（嘉永6年）の「松代藩荒試し」では、その作刀の脆弱さが露になり、源清麿の兄の山浦真雄（やまうら まさお。清麿門人の正雄と区別するべく、さねおと読むことがある）の作刀の強靭さが証明された逸話が有名である。ただし、この荒試しは過酷を極め、折れたり曲がったりしないのが不思議なほどのものであり、直胤の刀の損傷が大きかったからといって、脆弱であるとか、品質が劣るとかいう見方をするのは早計である。直胤の刀の見事さは、剣術を能くした幕臣・川路聖謨も認めて絶賛していることは特筆すべき事実である。諸国を旅してまわった人でもある。駐鎚先の地名を、たとえば「シナノ（信濃）」「難波」などと茎に刻している。「にら山」というのもあるが、これは伊豆韮山の江川太郎左衛門の代官所での作。江川英龍は直胤の刀の弟子であり、また生涯の友であった。直胤が旅先の大坂で、かの大塩平八郎の乱に遭遇。状況を手紙にしたため、江川に報告している（小島つとむ「伊豆韮山代官・江川太郎左衛門英龍と大慶直胤　（上）（下）～その密な交流に垣間見る江戸後期の日本～」『刀剣美術』刀剣美術707-708に詳しい）。

## 作風
受領銘は筑前大掾、美濃介である。銘は「荘司美濃介藤原直胤」「出羽霞城荘司直胤」「大慶直胤」「筑前大掾直胤」「出羽国住人天慶荘司直胤」などを切る。また、晩年の作品には、わざと実年齢より1～2才多く記した年齢が添銘されているという特徴もある。　

## 系譜
独立した後は、多くの著名な刀工を輩出した。中でも養子である「直勝」（上総出身）に娘を嫁がせており、直胤の初期銘「次郎」を与「上総次郎直勝」その後「庄司次郎太郎直勝」を名乗っている。また、二代直勝は初め直好を名乗り、後に「荘司弥門直勝」の銘を切っている。他に水心子正秀の孫北司正次を養育し、指導し、これも娘婿としている。また「吉胤」俗名　本庄亀之助、細田平次郎直光（鍛冶平）らがいる。